# Landsberg am Lech
Landsberg am Lech är en stad i Landkreis Landsberg am Lech i Regierungsbezirk Oberbayern i förbundslandet Bayern i Tyskland. Folkmängden är cirka 30 000 invånare. 
Motorvägarna Bundesautobahn A96 München–Lindau och Bundesstraße 17 Augsburg–Füssen möts i Landsberg am Lech. En av stadens större arbetsgivare är Pöttinger Landtechnik, men även Dynamit Nobel AG finns på orten.
Landsberg är känt för Landsbergfängelset.

## Historia
Staden var länge en garnisonsstad. För att förhindra att staden blev protestantisk öppnade 1576 ett jesuitkollegium i Landsberg. Än idag är staden övervägande katolsk. De första protestanterna tros ha konverterat 1524 och under de år som benämns "Jahren der Verfolgung und Unterdrückung" minskade antalet protestanter drastiskt. Sedan 1914 finns en protestantisk kyrka i staden.

## Fängelset
Huvudartikel: Landsbergfängelset
Efter sin misslyckade ölkällarkupp i München den 9 november 1923 avtjänade Adolf Hitler sitt, ursprungligen fem år långa, fängelsestraff på Landsbergs fästning mellan april och december 1924. Mellan 1945 och 1958 tjänade Landsbergs fästning som interneringsanstalt för arresterade och dömda tyska krigsförbrytare. 
Fram till 1951 verkställdes här 279 dödsdomar genom hängning och 29 genom arkebusering. Bland de avrättade återfinns Karl Brandt, Oswald Pohl, Paul Blobel och Otto Ohlendorf. Andra satt av fängelsestraff på fästningen där den mest kände torde vara Alfried Krupp von Bohlen und Halbach som satt här 1948-1951 tillsammans med flera andra personer som haft ledande poster i Kruppkoncernen.

## Sevärdheter

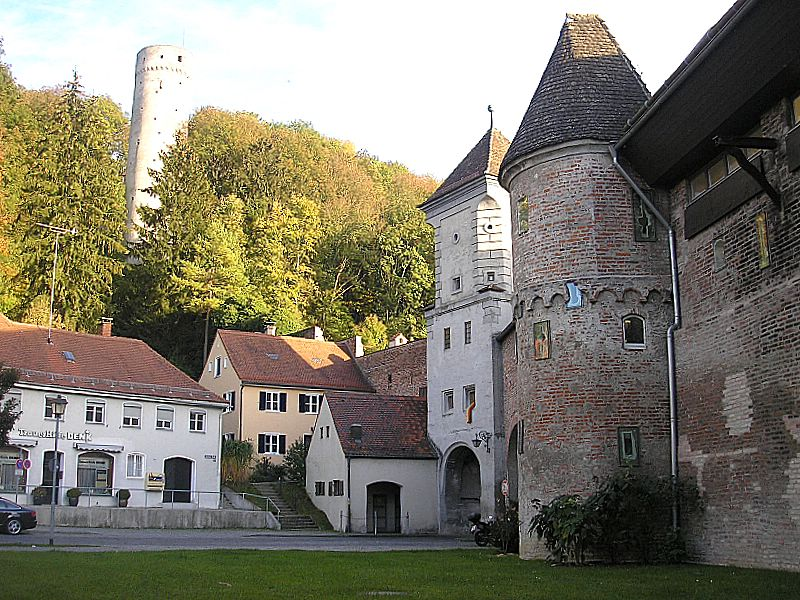
"Sandauer Tor" och "Dachlturm".

Mer kända kyrkor i staden är Stadtpfarrkirche Mariä Himmelfahrt och Heilig-Kreuz-Kirche. Men även den mellan 1699 och 1702 gamla rådhuset (Altes Rathaus). I staden finns delar av den gamla befästningen kvar.
Det finns ett privat skomuseeum - Historisches Schuhmuseum Pflanz - med en omfattande skohornssamling. 